# Ferngesteuertes Unterwasserfahrzeug

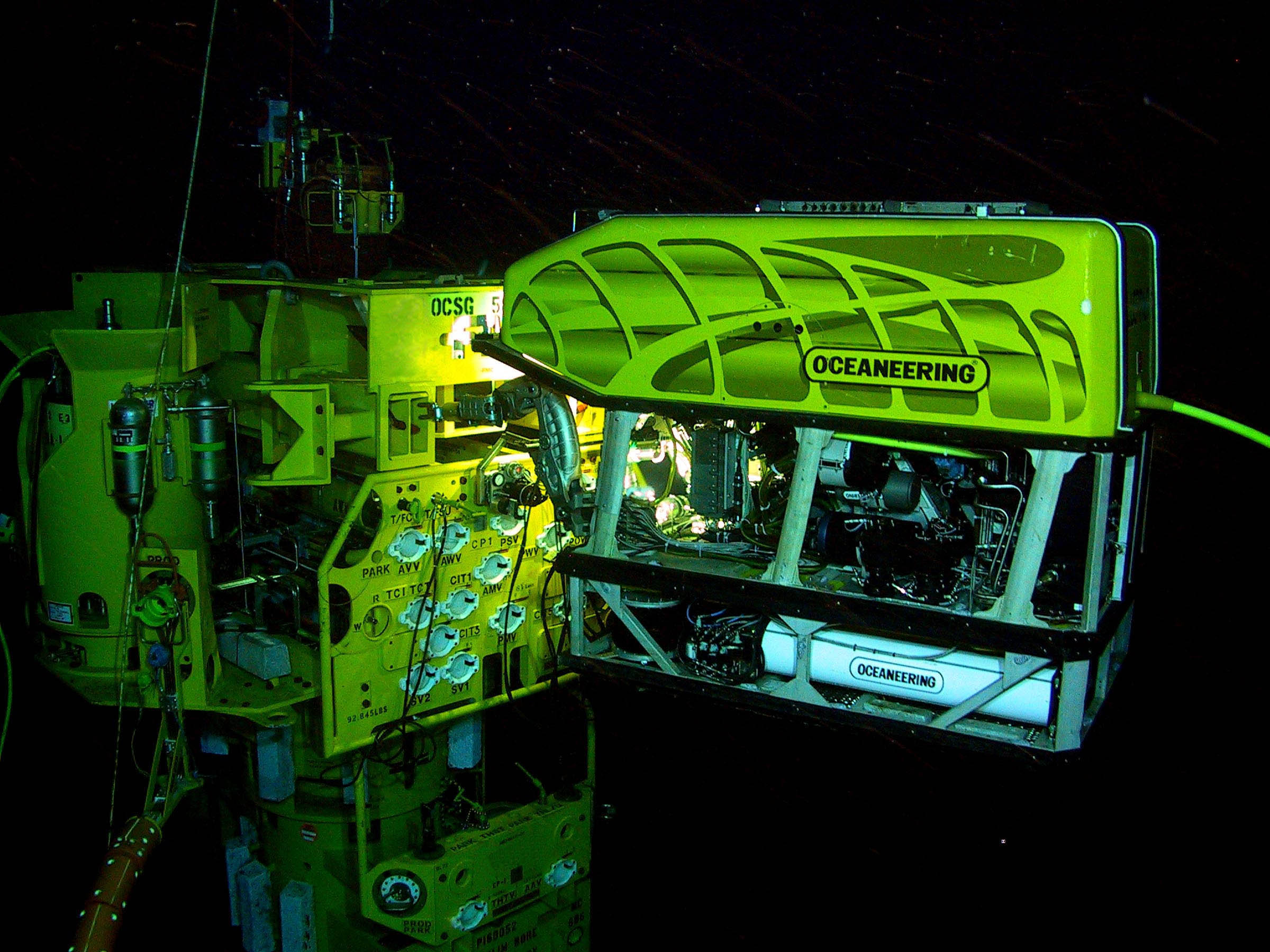
Ein ROV bei Unterwasserarbeiten

Ein ferngesteuertes Unterwasserfahrzeug (in den Medien und in diesem Artikel auch als Tauchroboter bezeichnet), in der Fachliteratur auch als ROUV oder unpräzise als ROV bezeichnet (von engl. remotely operated underwater vehicle), ist ein kabelgeführtes Unterwasserfahrzeug für Anwendungen in Wissenschaft und Industrie und beim Militär.

## Beschreibung
ROVs werden überwiegend in der Ölindustrie eingesetzt. Wartungsarbeiten, Inspektionen und andere Arbeiten im Offshorebereich werden heute mehrheitlich anstelle von Tauchern oder bemannten Tauchbooten von ROVs durchgeführt. Damit gelingt es, deutlich tiefer zu tauchen und länger unter Wasser tätig zu sein, als es mit Tauchern möglich wäre. Gegenüber den bemannten Booten sind sie nicht nur risikoärmer, sondern insbesondere preiswerter einzusetzen, da beispielsweise durch den Verzicht auf die Lebenserhaltungssysteme eine bessere Platzausnutzung möglich ist.

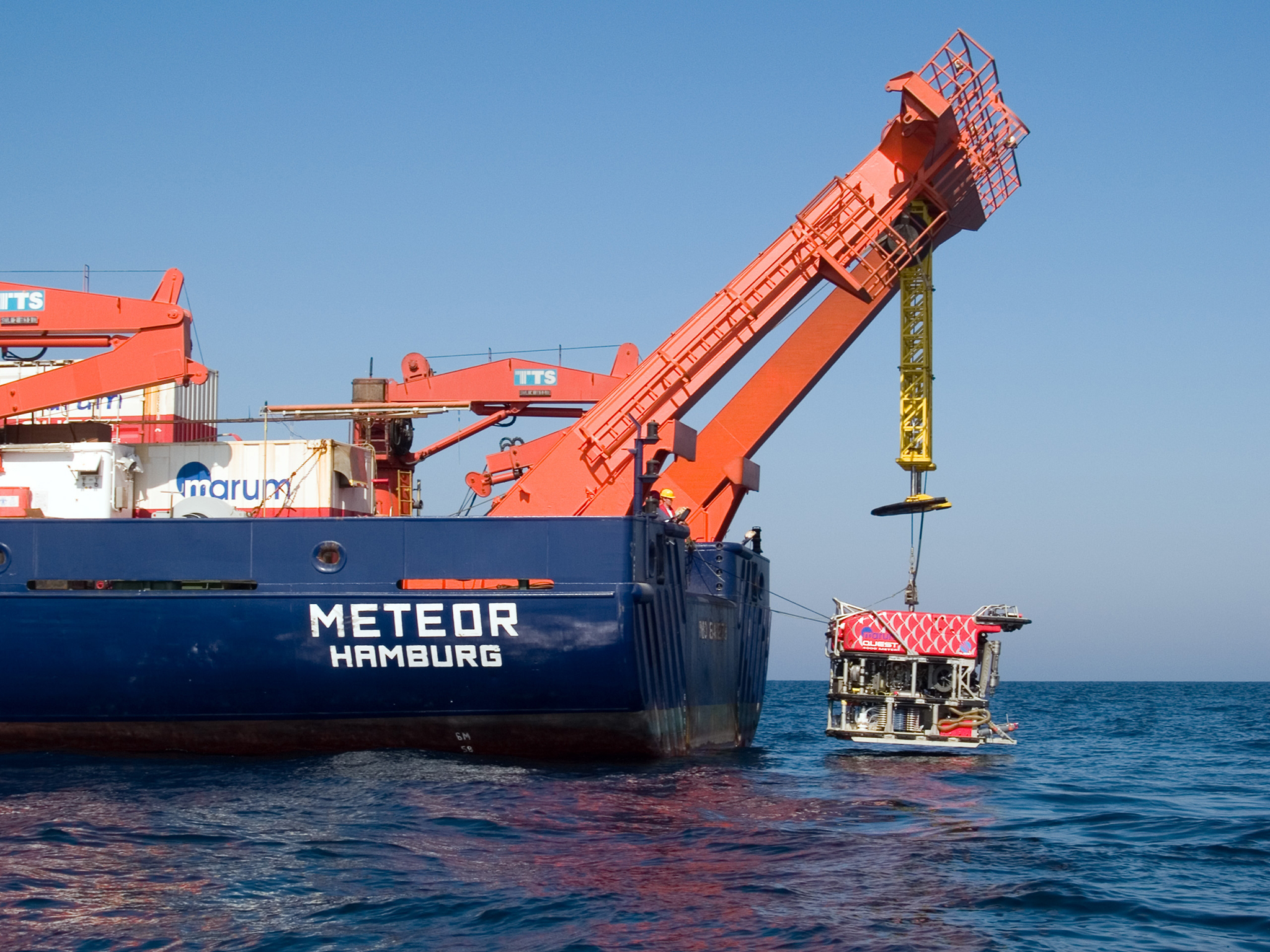
Einsatz des ROV MARUM-QUEST vom Forschungsschiff METEOR

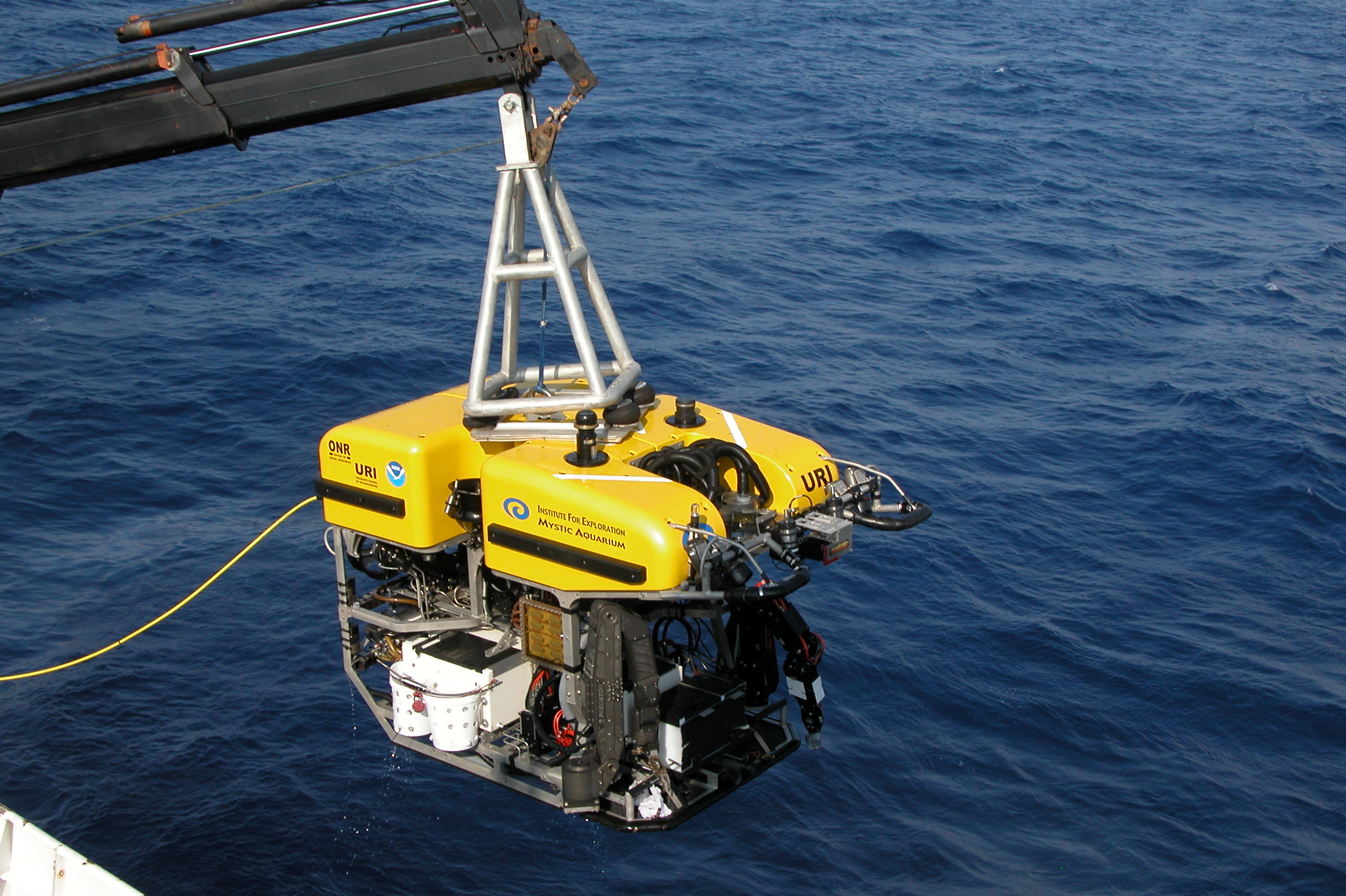
Das wissenschaftliche ROV Hercules

Neben dem industriellen Einsatz werden ROVs auch zur wissenschaftlichen Erforschung der Tiefsee eingesetzt. Durch die Möglichkeit des Einsatzes in bis zu mehreren tausend Metern Wassertiefe können am Meeresboden gelegene Ökosysteme und Strukturen erforscht und beprobt werden. Auch wissenschaftliche In-situ-Experimente am Meeresboden können mithilfe der kabelgebundenen Tauchfahrzeuge durchgeführt werden. Das ROV wird dabei aus einem Kontrollstand an Bord eines Forschungsschiffes gesteuert und überträgt hochaufgelöste Videobilder in Echtzeit an Bord des Schiffs.
Während ROVs mit einer Kabelverbindung (englisch umbilical, wörtlich ‚Nabelschnur‘) zur Energie- und Informationsübertragung an ein Überwasserschiff angeschlossen sind, kommen Autonomous Underwater Vehicles (AUV) ohne eine solche Kabelverbindung aus und führen ihren Energievorrat in Akkumulatoren mit sich. Beide Lösungen haben ihre Vor- und Nachteile und dienen unterschiedlichen Zwecken. Rein äußerlich sind ROVs und AUVs leicht zu unterscheiden. ROVs sind meist Rahmen oder Gerüste, die mit verschiedenen Komponenten ausgestattet sind, und tragen eine Vielzahl an Antriebspropellern (engl. thruster), um in alle Richtungen zu manövrieren. Demgegenüber müssen AUVs mit ihrer Antriebsenergie sparsam umgehen und sind deshalb mit einer widerstandsarm geformten Außenhaut verkleidet wie U-Boote oder Torpedos. AUVs werden von Forschungsschiffen zum Beispiel in den Weltmeeren ausgesetzt und tauchen programmiert in die Tiefen ab, um wissenschaftliche oder Vermessungsdaten zu sammeln. Nach einer vorbestimmten Zeit tauchen sie wieder auf und übermitteln diese Daten per Satellit an eine Forschungsstation. Der Datenerfassungszyklus wiederholt sich so lange, bis das AUV den Auftrag beendet hat und wieder „eingefangen“ wird.
ROVs gibt es in vielen verschiedenen Ausführungen und Klassen, beispielsweise Micro ROVs, Mini ROVs, Work-Class ROVs, Multi-Role ROVs (Multifunktion) und Trencher (Grabenspülung zur Seekabelverlegung). Kleinere ROVs sind meist rein elektrisch, und größere werden elektrohydraulisch betrieben. Micro ROVs wiegen ab 1,5 kg, inklusive Kamera, Antriebe und Leuchten. Trenchersysteme können bis zu 20 t wiegen. Ein weiteres Beispiel eines ROVs betreibt die niederländische Schwimmbagger-Firma Boskalis: Greifer, die mit Propellern ausgestattet sind, um am Meeresboden eine größere Fläche auszubaggern, ohne das Schiff bewegen zu müssen (Zweck: Schutz offshoretechnischer Anlagen vor Eisbergen, die über Grund schleifen). Dieses Beispiel verdeutlicht, dass AUVs durch ihre bedingten Interventionsmöglichkeiten nicht unbedingt als bessere Alternative zu ROVs angesehen werden können.

## ROTV

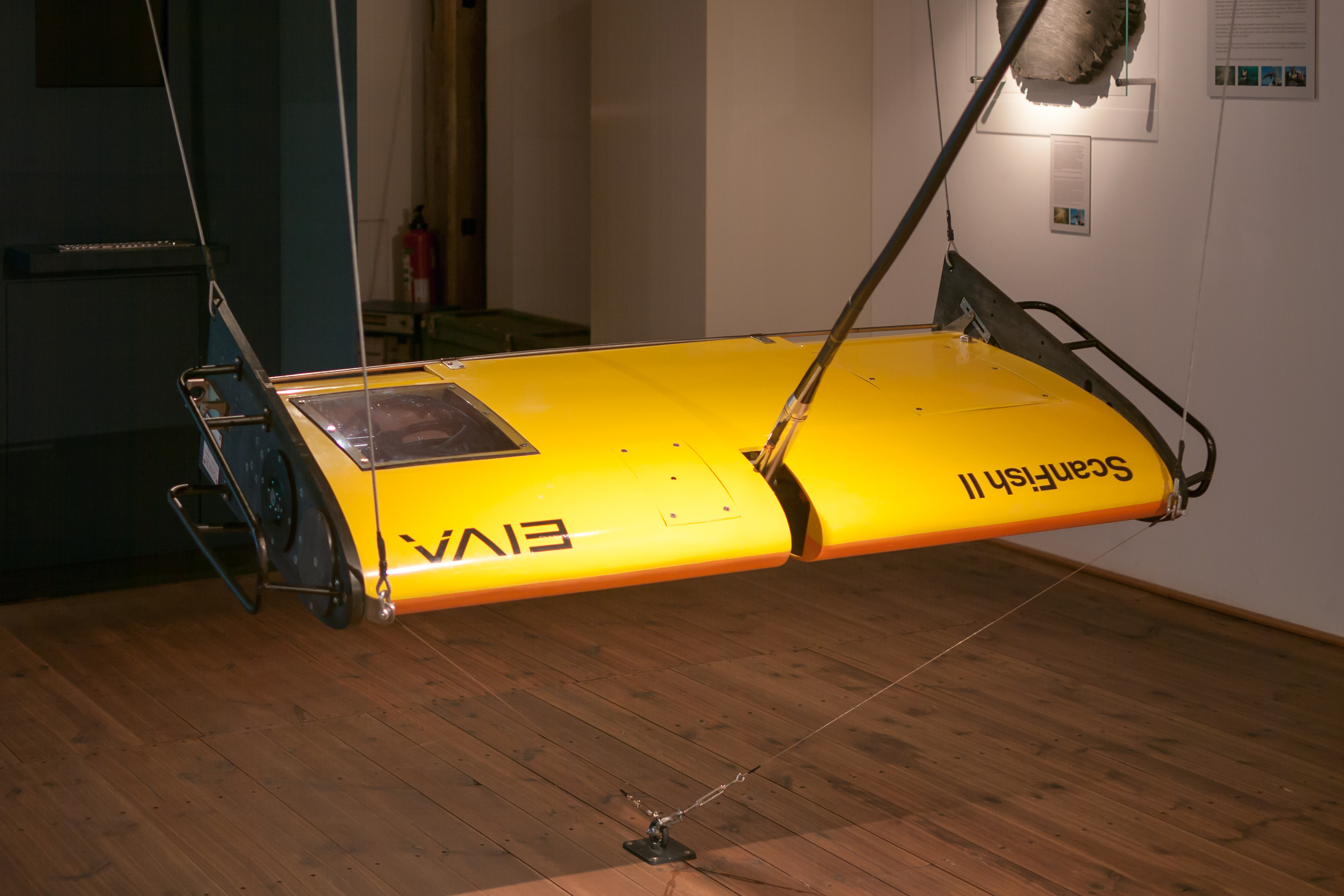
ROTV zur Ozeanografie

ROTVs (von engl. remotely operated towed vehicles) sind ROVs ohne eigenen Antrieb, sie werden mittels eines Schleppkabels geschleppt. Sie verfügen jedoch über Flaps oder ähnliche Auftriebshilfen.

## Beispiele
- Der japanische Tauchroboter Kaikō tauchte 1995 im Marianengraben als erstes ROV fast zum tiefsten Punkt des Meeres auf 10.911,4 m ab.
- Der Scorpio 45 ist ein Tauchroboter, der im August 2005 bei der Befreiung eines manövrierunfähigen russischen U-Bootes der Pris-Klasse vor der Kamtschatka-Halbinsel Berühmtheit erlangte.
- Ein anderer Roboter namens Snoop Dog drang 1995 für den Film Titanic erstmals in Räumlichkeiten der 1912 versunkenen Titanic ein und machte so unvergleichliche Aufnahmen.
- Bei der Ölkatastrophe im Golf von Mexiko waren verschiedenste Typen im Einsatz.[2]
- Im Januar 2012 wurde ein ROV u. a. für die Suche nach Vermissten der Costa Concordia eingesetzt.[3]
- Bei der Suche nach Flugschreibern von im Meer versunkenen Flugzeugen bzw. deren Resten werden ebenfalls speziell ausgerüstete ROV eingesetzt.
- Im Attersee wurde am 13. Mai 2018 ein tödlich verunglückter Taucher aus 143,5 m Tiefe per Tauchroboter geborgen und damit das Absteigen von menschlichen Tauchern in eine äußerst strapaziöse Tiefe vermieden.[4]